# Brigada «Almogávares» VI de Paracaidistas
La VI Brigata Paracadutisti "Almogávares", fino ad agosto 2020 denominata Brigada Orgánica Polivalente "Almogávares" VI de Paracaidistas (BOP PAC VI), popolarmente chiamata Brigata Paracadutisti o BRIPAC e prima del 2015 chiamata Brigata di Fanteria Leggera Paracadutisti "Almogávares" VI è una forza aviotrasportata e unità d'elité dell'esercito spagnolo. La BRIPAC è una brigata polivalente (un'unità composta da circa tremila unità) che apparteneva dal 2015 alla metà del 2020 alla Divisione «Castillejos» dell'Aeronautica Militare e da settembre 2020, a seguito di una nuova riorganizzazione dell'Aeronautica Militare, rientra nella Divisione «San Marcial».
La BRIPAC Del Aire è organizzata:
- Quartier Generale
- Batallón del Cuartel General (BON CG BOP PAC)
- Regimiento de Infantería «Nápoles» n.º 4, de Paracaidistas: Primera Bandera de Infantería Paracaidista «Roger de Flor» I/4 e Bandera de Infantería Protegida «Roger de Lauria» II/4
- Regimiento de Infantería «Zaragoza» n.º 5: Bandera de Infantería Protegida «Ortiz de Zárate» III.
- Regimiento de Caballería "Lusitania" n.º 8
- Grupo de Artillería de Campaña Paracaidista VI (GACAPAC)
- Batallón de Zapadores Paracaidistas VI (BZPAC VI)
- Grupo Logístico VI (GL VI)
- Usba (Unità servizi base).

## Organizzazione

### Quartier Generale
Il Quartier Generale esercita il comando della Brigata, nonché l'impiego, l'istruzione e la preparazione delle unità che la compongono.

### Batallón de Cuartel General (BON CG BRIPAC)
Creato sulla base dell'ex sede della società da INS. 5/97 dell'EME, il cui capo fondatore è il comandante Míguez. Il battaglione del quartier generale è l'unità più giovane del BRIPAC, che, con una composizione eterogenea, fornisce gli elementi organici e tattici necessari per garantire l'operazione, la sicurezza e il supporto a beneficio del funzionamento e dell'esercizio del Comando di questa Grande Unità.
È diviso in più unità e corpi con diverse missioni.
- Consulenza e supporto al Comando: Stato Maggiore.
- Intelligence: Intelligence Unit (UINT)
- Informazioni lontane: Advanced Reconnaissance Company (CRAV).
- Sorveglianza e protezione: Sezione Protezione della compagnia PLM del battaglione quartier generale.
- Sicurezza e ordine: Sezione di polizia militare della società PLM del quartier generale.
- Cía Cazacarros: compagnia di difesa anticarro.
- Supporto al comando: sezioni del posto di comando della compagnia PLM del battaglione quartier generale.
- Comunicazioni tattiche: Broadcast Company.

#### Compañía de Transmisiones Paracaidista (CIATRANSPAC VI)
È responsabile delle trasmissioni necessarie sia per l'esecuzione degli ordini stabiliti dal Quartier Generale sia per la comunicazione tra le diverse unità della Brigata.
Creata nel 1956 come Sezione di Trasmissione, un anno dopo partecipò alla Guerra Ifni. Nel 1966, con la costituzione della BRIPAC, divenne una Compagnia di Trasmissione all'interno del Battaglione Misto di Ingegneri Paracadutisti fino al 1996, anno in cui entrò a far parte del Battaglione del Quartier Generale. Ha prestato servizio in Kurdistan iracheno (1991), Bosnia-Erzegovina (1992-1994, 1996, 1999 e 2003), Kosovo (2002), Libano (2007 e 2010) e Afghanistan (2006, 2007, 2008 e 2010).

### Regimiento de Infantería n.º 4 "Nápoles" de Paracaidistas
Creato il 1 gennaio 2016 per incorniciare le Bandiere "Roger de Flor" e "Roger de Lauria", il suo staff si occupa di compiti amministrativi a supporto delle sue due Bandiere.

#### Bandera Roger de Flor
La prima bandera di fanteria paracadutista dell'esercito fu creata il 17 ottobre 1953 e fu assegnata al comandante Tomás Pallás Sierra l'8 dicembre dello stesso anno. Questa prima unità prese il nome dal famoso caudillo almogàver Roger de Flor che era al servizio della Corona d'Aragona nel XIII secolo.

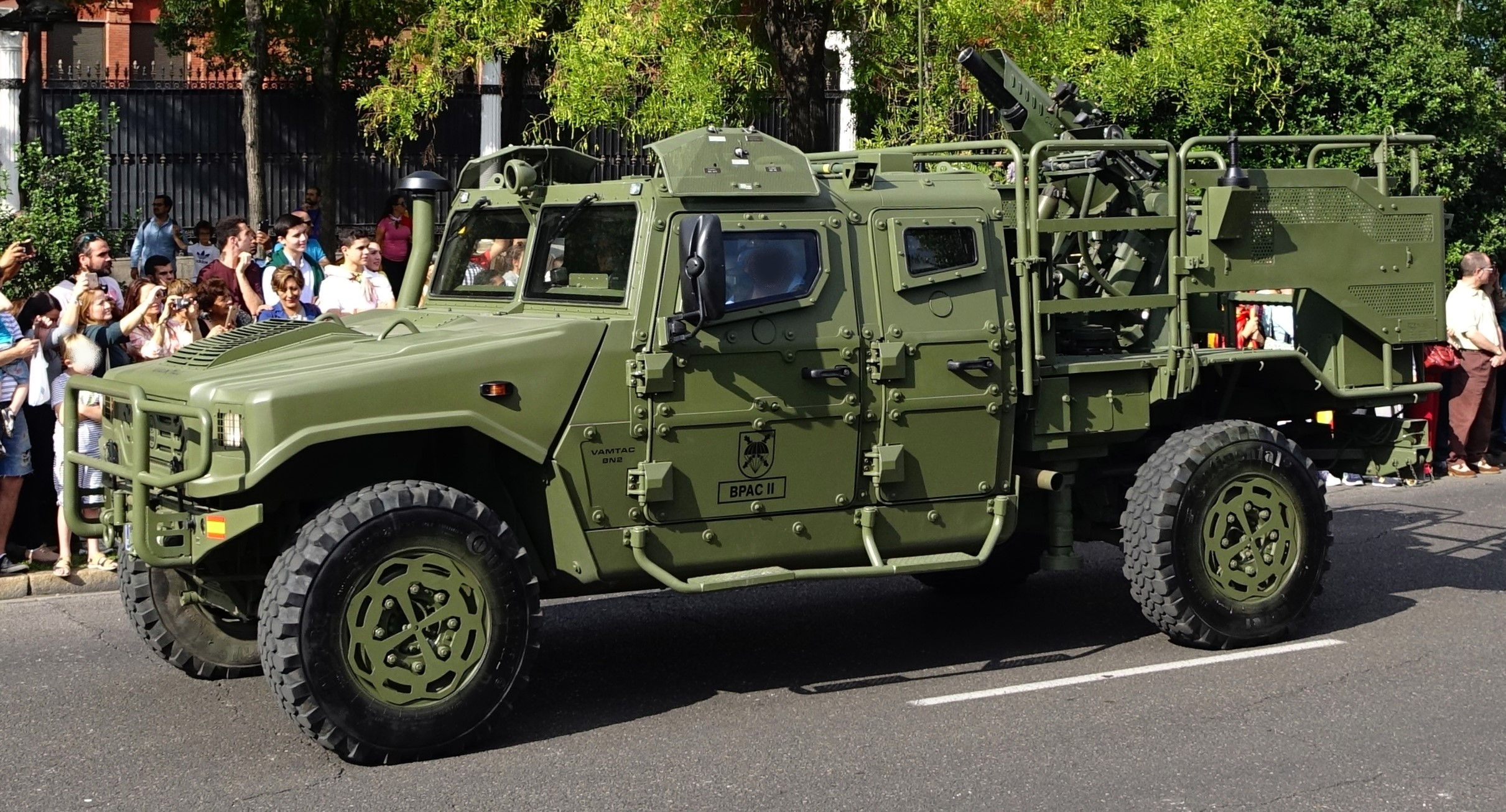
Un VAMTAC Cardom dell'Esercito spagnolo

Il 23 febbraio 1954, il primo lancio di paracadutisti fu effettuato ad Alcantarilla (Murcia), data considerata l'anniversario di fondazione del BRIPAC. La Bandera è di stanza pressi la caserma Principe di Lepanto ad Alcalá de Henares (Madrid), un'ex caserma di cavalleria. Attualmente, la 1ª bandera di paracadutisti è ospitata presso la base «Príncipe», nel comune di Paracuellos de Jarama (Madrid).

#### Bandera Roger de Lauria
Nel giugno 1956 fu istituita la Seconda bandera, intitolata al famoso ammiraglio Roger de Lauria. I suoi paracadutisti saltarono per la prima volta l'11 giugno sotto il comando del comandante Ramón Soraluce Goñi.

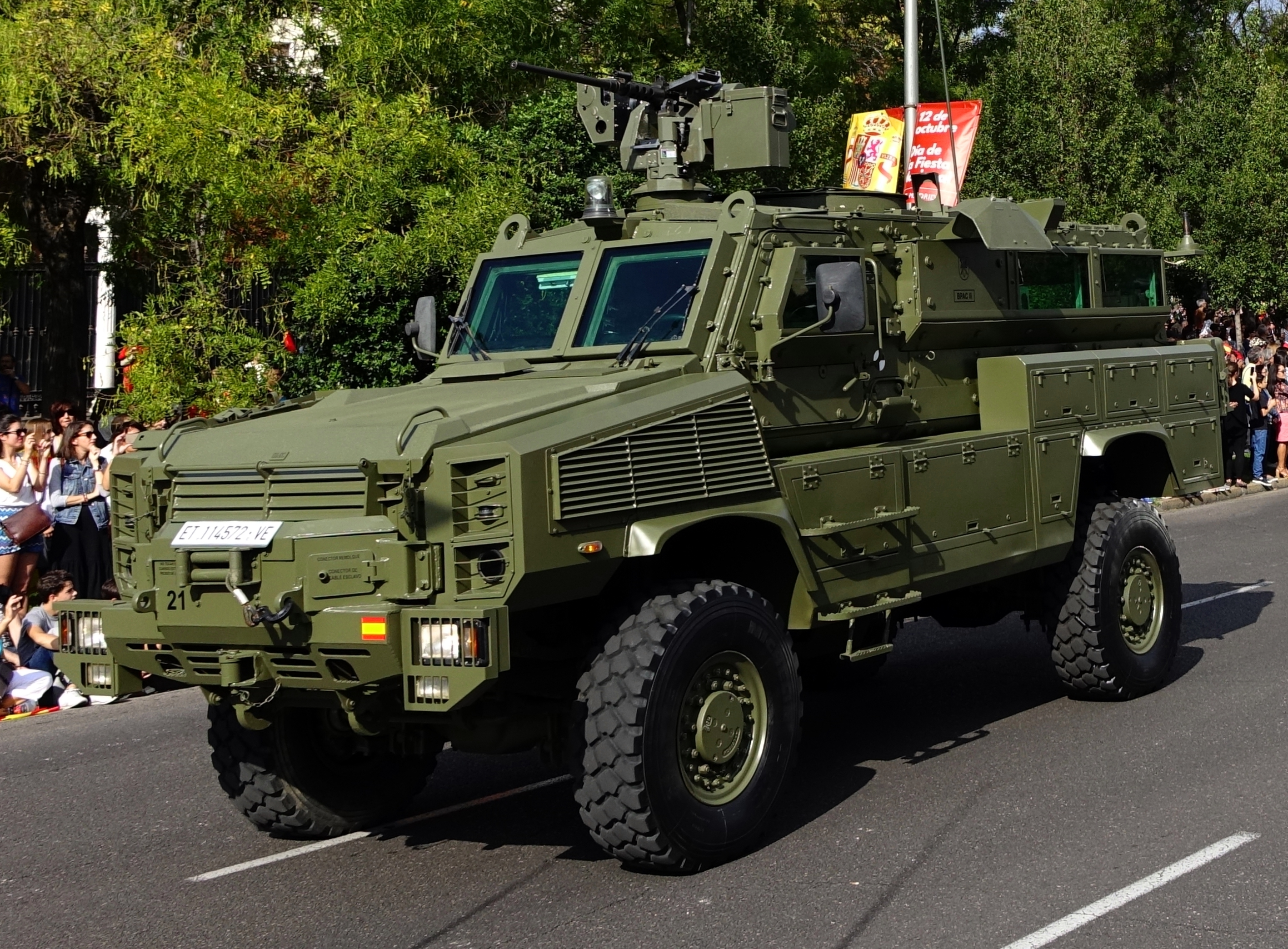
Un RG-31 MK.5E Nyala della linea della bandiera di fanteria protetta «Roger de Lauria» (BPAC II).

I suoi uomini parteciparono - sotto la bandiera delle Nazioni Unite - all'Operazione di mantenimento della pace condotta nell'ex Jugoslavia (Gruppi "Málaga", "Canarias" e "Madrid") e una Compagnia faceva parte del "Gruppo Alcalá", che operò nel nord dell'Iraq (1991).
Dal settembre 2001 al marzo 2002, la Seconda Bandiera si recò in Kosovo sotto il comando della NATO, formando il KSPAGT-VI "Almogávares" con la missione di far rispettare quanto stabilito nella Risoluzione 1.244 dell'ONU.

### Regimiento de Infantería n.º 5 "Zaragoza"
Creato il 1º luglio 2016 per incorniciare la bandiera "Ortiz de Zárate", il suo personale è responsabile dei compiti amministrativi e del quartier generale a sostegno della bandiera.

### Grupo Logístico VI (GL VI)

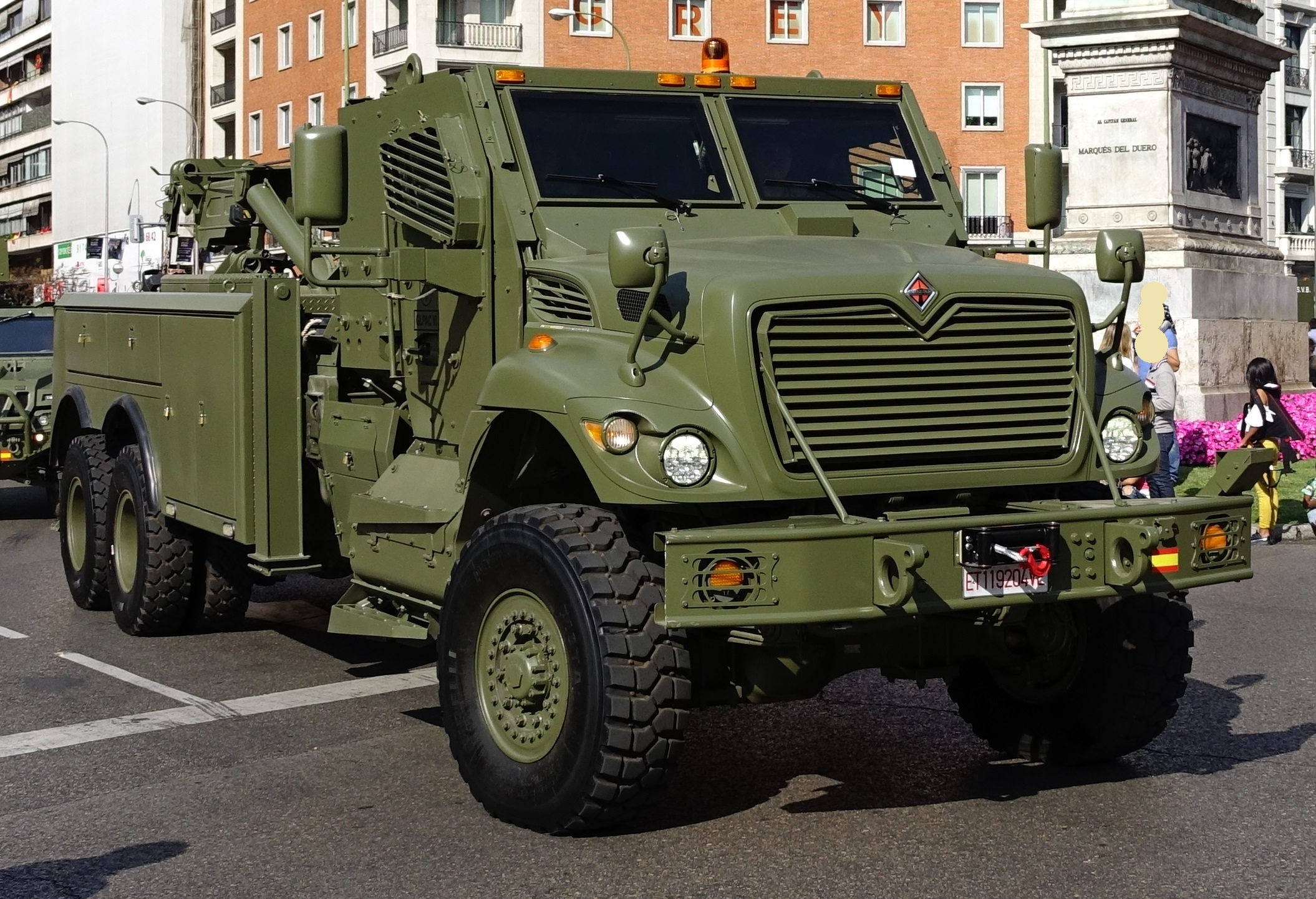
Camion di recupero corazzato categoria MRAP (resistente all'esplosione di mine e dispositivi improvvisati) MaxxPro Wrecker di GLPAC VI

### Regimiento de Caballería n.º 8 "Lusitania"
Reggimento con 309 anni di storia, incorporato nel BRIPAC il 1 ° gennaio 2017 per rafforzare la brigata con ulteriori capacità di fuoco diretto, ricognizione e manovra.

## Incidenti
- Morti in azione di guerra: 47, di cui sei morti in Libano nel 2007 e tre in Afghanistan nel 2006 e nel 2007.
- Morti durante l'addestramento con il paracadute: 71
- Morti in servizio: 65[5]

## Ex BRIPAC
- Alberto Ruiz-Gallardón - (corso 345, 1985). Sindaco di Madrid, Presidente della Comunità di Madrid e Ministro della giustizia. Assegnato alla Bripac per 6 mesi come luogotenente complementare.

## Simboli della Brigata Paracadutisti

Stemma della Brigada Almogávares» VI de Paracaidistas
Stemma utilizzato dall'unità di fanteria leggera (Hasta 2016)
Emblema o distintivo della Brigata

Stemma del quartier generale dei paracadutisti (CG BRIPAC-VI)

Stemma del Regimiento de Infantería nº. 4 "Nápoles", de Paracaidistas (RIPAC-4)
Stemma del Regimiento de Infantería nº. 5 "Zaragoza" (RI-5)
Stemma del Regimiento de Caballería nº. 8 "Lusitania" (RC-8)

Stemma della Primera Bandera de Infantería Paracaidista "Roger de Flor" (BIPAC-I/4) Regimiento de Infantería nº. 4 "Nápoles", de Paracaidistas
Stemma della Segunda Bandera de Infantería Protegida "Roger de Lauria" (BIP-II/4) Regimiento de Infantería nº. 4 "Nápoles", de Paracaidistas
Stemma de la Tercera Tercera Bandera de Infantería Protegida "Ortiz de Zárate" (BIP-III)

Stemma del Grupo de Artillería de Campaña Paracaidista VI (GACAPAC-VI)
Stemma del Batallón de Zapadores VI (BZAP-VI)
Stemma del Grupo Logístico VI (GL-VI)
Stemma della Compañía de Transmisiones Paracaidista (CIATRANSPAC-6)
Stemma del Batallón del Cuartel General de la Brigada Paracaidista (BON CG BRIPAC)

Stemma de la Unidad de Lanzamiento Paracaidista (ULANPAC)
Stemma de la Compañía de Defensa Contracarro Paracaidista (CIADCCPAC)
Stemma de la Compañía de Inteligencia de la Brigada Paracaidista (CIAINT)
Stemma del Grupo de Caballería Ligero Acorazado "Sagunto" I/8 (GCLAC-I/8) Regimiento de Caballería Acorazada nº. 8 "Lusitania"

Stemma de la Unidad de Servicio de Base "Príncipe" (USBA)

Stemma de la Unidad de Formación Paracaidista (UFPAC)

Stemma de la Unidad de Servicio de Base "General Almirante" (USBA)
Stemma de la Unidad de Servicio de Acuartelamiento "Primo de Rivera" (USAC)
Stemma de la Unidad de Servicio de Acuartelamiento "Santa Bárbara" (USAC)

- Stemma de la Unidad de Formación Paracaidista
(UFPAC)